# Skyskrabere i Spanien efter højde
Denne liste over de højeste bygninger i Spanien rangerer skyskrabere i Spanien efter højde. Siden 2002 har Gran Hotel Bali som ligger i Benidorm været Spanias højeste skyskraber med sine 186 meter. I 2008 overtog Torre Espacio med sine 236 meters højde, men det varede kun i et år indtil at Torre Caja Madrid med sine 250 meter overtog, og er nu Spaniens højeste skyskraper.
| Nr. | Bygning                         | By                        | Højde   | Højde   | Etager | År   |
| --- | ------------------------------- | ------------------------- | ------- | ------- | ------ | ---- |
| 1   | Torre Caja Madrid               | Madrid                    | 250 m   | 820 fod | 45     | 2009 |
| 2   | Torre de Cristal                | Madrid                    | 249,5 m | 819 fod | 52     | 2009 |
| 3   | Torre Sacyr Vallehermoso        | Madrid                    | 236 m   | 774 fod | 52     | 2008 |
| 4   | Torre Espacio                   | Madrid                    | 236 m   | 774 fod | 57     | 2008 |
| 5   | Gran Hotel Bali                 | Benidorm                  | 186 m   | 610 fod | 52     | 2002 |
| 6   | Torre Lugano                    | Benidorm                  | 158 m   | 516 fod | 43     | 2008 |
| 7   | Torre Picasso                   | Madrid                    | 157 m   | 515 fod | 46     | 1988 |
| 8   | Hotel Arts                      | Barcelona                 | 154 m   | 505 fod | 44     | 1984 |
| 9   | Torre Mapfre                    | Barcelona                 | 154 m   | 504 fod | 44     | 1992 |
| 10  | Neguri Gane                     | Benidorm                  | 148 m   | 485 fod | 40     | 2002 |
| 11  | Edificio Kronos                 | Benidorm                  | 145 m   | 476 fod | 41     | 2008 |
| 12  | Torre Agbar                     | Barcelona                 | 144 m   | 473 fod | 33     | 2005 |
| 13  | Torre Madrid                    | Madrid                    | 142 m   | 466 fod | 36     | 1957 |
| 14  | Torre Mediterráneo              | Benidorm                  | 135 m   | 442 fod | 38     | 2012 |
| 15  | Torre Europa                    | Madrid                    | 121 m   | 397 fod | 30     | 1985 |
| 16  | Torre de Santa Cruz I           | Santa Cruz de Tenerife    | 120 m   | 397 fod | 35     | 2004 |
| 17  | Torre de Santa Cruz II          | Santa Cruz de Tenerife    | 120 m   | 397 fod | 35     | 2006 |
| 18  | Torre Levante                   | Benidorm                  | 120 m   | 397 fod | 35     | 1985 |
| 19  | Habitat Sky                     | Barcelona                 | 120 m   | 397 fod | 31     | 2007 |
| 20  | Torre Costa Rica                | La Coruña                 | 119 m   | 395 fod | 31     | 1973 |
| 21  | Torre de la Universidad Laboral | Gijon                     | 117 m   | 387 fod | 17     | 1956 |
| 22  | Edificio España                 | Madrid                    | 117 m   | 384 fod | 25     | 1953 |
| 23  | Hoteles Hilton                  | Valencia                  | 117 m   | 384 fod | 25     | 2008 |
| 24  | Torre Soinsa                    | Benidorm                  | 116 m   | 383 fod | 36     | 1993 |
| 25  | Torres de Colón                 | Madrid                    | 116 m   | 383 fod | 25     | 1967 |
| 26  | Puerta de Europa de Madrid      | Madrid                    | 115 m   | 377 fod | 26     | 1996 |
| 28  | Torre de Francia                | Valencia                  | 115 m   | 377 fod | 35     | 2002 |
| 29  | Puerta de Europa                | Madrid                    | 114 m   | 374 fod | 26     | 1996 |
| 30  | Edificio Colón                  | Barcelona                 | 110 m   | 360 fod | 28     | 1970 |
| 31  | Beni Beach                      | Madrid                    | 110 m   | 360 fod | 35     | 1996 |
| 32  | Hotel Princess                  | Barcelona                 | 109 m   | 359 fod | 26     | 2004 |
| 33  | Blanco de Beach                 | Madrid                    | 108 m   | 358 fod | 31     | 1981 |
| 34  | Playa Azul                      | Benidorm                  | 105 m   | 334 fod | 28     | 2002 |
| 35  | Hesperia Tower                  | L'Hospitalet de Llobregat | 105 m   | 334 fod | 28     | 2006 |
| 36  | Edificio Ministerio de Comercio | Madrid                    | 100 m   | 328 fod | 26     | 1979 |
| 37  | Gemelos 22                      | Benidorm                  | 100 m   | 328 fod | 32     | 2002 |
| 38  | El Barco                        | Alicante                  | 100 m   | 328 fod | 30     | 1963 |

## Bygninger under konstruktion
| Nr. | Bygning                                                     | By        | Højde | Højde   | Etager | Bygget   |
| --- | ----------------------------------------------------------- | --------- | ----- | ------- | ------ | -------- |
| 1   | Residencial in Tempo                                        | Benidorm  | 200 m | 656 fod | 47     | 2013     |
| 2   | Torre Casajol                                               | Sevilla   | 178 m | 584 fod | 40     | 2012     |
| 3   | Torre Iberdrola                                             | Bilbao    | 165 m | 541 fod | 40     | 2011     |
| 4   | Triangle Ferroviari                                         | Barcelona | 148 m | 486 fod | 34     | ubestemt |
| 5   | Torre Mediterráneo                                          | Benidorm  | 135 m | 442 fod | 38     | 2012     |
| 6   | Centro Internacional de Convenciones de la Ciudad de Madrid | Madrid    | 119 m | 390 fod | 10     | 2011     |
| 7   | Oficines Illa Forum                                         | Barcelona | 104 m | 341 fod | 27     | ubestemt |
| 8   | Edifici Ona                                                 | Barcelona | 100 m | 328 fod | 19     | ubestemt |

## Højeste tårne
| Nr. | Bygning             | By        | Høyde | Høyde      | Etager | Bygget |
| --- | ------------------- | --------- | ----- | ---------- | ------ | ------ |
| 1   | Torre de Collserola | Barcelona | 288 m | 946 fod    | -      | 1991   |
| 2   | Torrespaña          | Madrid    | 231 m | 757.87 fod | -      | 1982   |
| 3   | Torre Calatrava     | Barcelona | 136 m | 446 fod    | -      | 1992   |
| 4   | Torre Jaume I       | Barcelona | 107 m | 351 fod    | -      | 1931   |
| 5   | Faro de Moncloa     | Madrid    | 100 m | 351 fod    | -      | 1992   |